# Jim Fitzpatrick (artiste)
Pour les articles homonymes, voir Jim Fitzpatrick et Fitzpatrick.
Jim Fitzpatrick est un artiste irlandais célèbre pour avoir modifié la photo d'Ernesto Che Guevara prise par Alberto Korda. Cette image est basée sur trois couleurs : le rouge, le noir et le blanc, avec en plus une petite étoile jaune. Elle a été créée en 1968 et, en 1981, elle reçoit un prix Inkpot au Comic-Con.
Fitzpatrick est un admirateur de Che Guevara. Il le rencontre au début des années 1960, alors qu'il est serveur dans un pub à Kilkee en Irlande où le Che Guevara était venu prendre un verre car son avion était bloqué deux jours à Shannon. Lorsque les images et les circonstances de la mort de Che Guevara sont connues en 1967, Fitzpatrick, indigné par « la tentative de ses bourreaux de le faire disparaître », créé la fameuse affiche, faisant « sciemment œuvre de propagande ». Il en fait des reproductions qu'il distribue gratuitement et déclare que « l’œuvre est libre de droit pour tout usage révolutionnaire et gauchiste ».